# Didemnum carnulentum
Didemnum carnulentum är en sjöpungsart som beskrevs av Friedrich Ritter och William Forsyth 1917. Didemnum carnulentum ingår i släktet Didemnum och familjen Didemnidae. Inga underarter finns listade i Catalogue of Life.